# هالی کینگ (بازیکن فوتبال)
هالی کینگ (انگلیسی: Holly King؛ زادهٔ ۱۳ مارس ۱۹۹۱) بازیکن فوتبال اهل ایالات متحده آمریکا است.
از باشگاه‌هایی که در آن بازی کرده‌است می‌توان به واشینگتن اسپیریت اشاره کرد.